# 마스크걸
《마스크걸》(영어: Mask Girl)은 넷플릭스에서 2023년 8월 18일 공개된 대한민국의 스릴러 드라마이다.

## 제작진

### 제작사
- 본팩토리

### 연출 & 극본
- 김용훈 : ( 영화 《삭제하시겠습니까?》(각본&감독), 영화 《지푸라기라도 잡고 싶은 짐승들》(각본&감독) 등 연출 및 집필)

## 등장 인물

### 주요 인물
- 이한별 : 김모미 역 - 평생 외모 열등감에 시달렸지만 마스크를 쓰고 인터넷 방송 BJ로 변신을 하면서 희열을 느끼게 된다. (아역 : 이하린, 김조이, 이서윤, 하주애)

- 나나 : 김모미 역 - 생각지도 못했던 사건에 얽힌 이후 몰라보게 달라진 외모를 갖게 된다.

- 고현정 : 김모미 역 - 시간이 흐른 뒤 걷잡을 수 없이 몰아치는 삶 속에서 하나의 목표를 위해 수단과 방법을 가리지 않는다.

- 안재홍 : 주오남 역 - 같은 회사 동료로 김모미를 짝사랑하는 숫기가 없는 못생긴 노총각 캐릭터로, 김모미 못지않은 외모 콤플렉스를 가졌으며 회사에서 존재감이라고는 거의 없는 남직원이다. 그의 유일한 재미는 인터넷 방송을 보는 것으로 BJ 모미와 뜻하지 않은 사건으로 얽히게 되고, 김모미를 범죄자이자 도망자로 만드는 결정적인 계기를 제공하는 악역.

- 염혜란 : 김경자 역 - 남편의 외도로 인해 이혼까지 하고 오직 아들 주오남만을 바라보고 살고 있는 인물이다. 지극정성으로 돌보던 아들 오남이 행방불명된 후 무너질 것 같은 마음을 추슬러 아들의 행방을 쫓기 시작하는 인물.

### 주변 인물

#### 1대 김모미 시절
- 최다니엘 : 박기훈 역 - 모미가 다니고 있는 회사(대한해상)의 팀장
- 김가희 : 유상순 역 - 모미의 회사 동료
- 정화 : 이아름 역 - 모미의 회사 후배
- 박근록 : 이준모 역 - 09년 당시 마스크걸(김모미)방송의 시청자, 닉네임 핸섬스님
- 허동원 : 최종훈 역

#### 2대 김모미 시절
- 한재이 / 김상지 : 김춘애 역 - 강천에 위치한 37.5라는 유흥업소에서 일하고 있다.
- 이준영 : 최부용 역 - 춘애와는 중, 고등학교 동창, 자신의 외모를 이용해 평소 춘애를 비롯 다른 여자들의 등골을 뽑아먹는 인물. 아이돌 그룹 프린스의 필립이라는 이름으로 데뷔했으나 모종의 사건으로 몰락하고 만다.
- 문숙 : 신영희 역 - 모미의 친모, 모미와는 모녀 간의 연을 끊고 산 지 오래되었다.
- 김현목 : 마스크걸 카페 지기 닉네임 마걸곰돌 역 - 경자 못지 않게 종적을 감춘 마스크걸의 행방을 집요하게 쫓는 인물

#### 3대 김모미 시절
- 신예서 : 김미모 역 - 김모미의 딸, 신영희의 손녀, 23년 현재 중학생이다.
- 김민서 : 김예춘 역 - 미모의 친구
- 이수미 : 안은숙 - 모미가 수감된 희성교도소의 실질적인 권력자
- 이선희 : 오애자 - 희성교도소 소장

### 기타 인물
- 장원영 : 김 부장
- 정영기 : 오 차장
- 윤사봉 : 예춘의 어머니 역
- 진미사 : 파마 역 - 모미의 교도소 동기 언니
- 장용웅: 안은숙 패밀리에서 김모미에게 계속 두들겨 맞는인물

### 특별출연
- 표창원 : 사건 관련 취재 프로그램의 프로파일러 역

## 에피소드 목록
| 번호 | 제목          | 본 방송 날짜    |
| --- | ------------- | --------------- |
| 1 | "김모미"      | 2023년 8월 18일 |
| 외모 콤플렉스를 가진 회사원 김모미(이한별)는 낮에는 직장에서 무시당하지만, 밤에는 마스크로 얼굴을 가린 채 인터넷 성인 방송 BJ '마스크걸'로 활동하며 인기를 얻는다. 어릴 적 연예인을 꿈꿨던 모미는 마스크걸로서의 성공을 통해 억압된 욕망을 분출한다. 박팀장과 이아름의 불륜을 목격하고 충격을 받은 모미는 술에 취한 박팀장을 모텔에 데려다준 후, 집에서 술에 취해 방송 중 옷을 벗게 된다.                     |               |                 |
| 2 | "주오남"      | 2023년 8월 18일 |
| 회사 동료 주오남(안재홍)은 마스크걸의 열성 팬으로, 김모미 손의 점을 통해 그녀가 마스크걸임을 알아차린다. 마스크걸 팬 '핸섬스님'이 모미를 만나 성폭행을 시도하다가 우발적 사고로 머리를 다쳐 쓰러진다. 모미가 주오남에게 도움을 요청하자, 주오남이 깨어난 핸섬스님을 칼로 살해하고 시체를 처리한다. 이후 주오남이 모미의 집을 찾아와 고백하며 성폭행을 시도하자, 모미는 송곳으로 주오남을 살해한다.            |               |                 |
| 3 | "김경자"      | 2023년 8월 18일 |
| 주오남의 어머니 김경자(염혜란)는 아들의 죽음에 의문을 품고 직접 수사에 나선다. 컴퓨터를 배워가며 인터넷을 통해 마스크걸을 추적하던 김경자는 강천에서 김춘애를 김모미로 오인하여 납치한다. 한편 모미는 성형수술을 통해 완전히 다른 얼굴로 바뀌어 '아름'(나나)이라는 가명으로 새로운 삶을 시작한다. 김경자는 교회에서 김춘애를 심문하지만 춘애는 자신이 마스크걸이 아니라고 주장한다.                           |               |                 |
| 4 | "김춘애"      | 2023년 8월 18일 |
| 성형 후 클럽에서 일하게 된 모미는 자신과 비슷한 처지의 김춘애(한재이)와 친구가 된다. 김춘애는 김경자에게 진짜 김모미의 위치를 알려주겠다고 하며 협력한다. 춘애의 폭력적인 옛 연인 최부용을 모미와 춘애가 함께 목 졸라 살해한 후, 호수에서 김경자와 대결하게 된다. 총격전 중 춘애가 총에 맞아 모미의 품에서 사망하고, 모미는 기절한 김경자를 차와 함께 호수에 빠뜨린 후 자수한다.                              |               |                 |
| 5 | "김미모"      | 2023년 8월 18일 |
| 모미는 체포되어 무기징역을 선고받고 교도소에서 딸 미모(신예서)를 낳는다. 미모는 할머니 신영희(모미의 어머니)의 손에서 자라지만, 학교에서 '마스크걸의 딸'이라는 소문에 시달린다. 성장한 미모는 친구 김예춘과 친해지지만, 자신의 정체가 알려지면서 갈등이 생긴다. 한편 김경자는 호수에서 살아남아 성형수술을 하고 새로운 신분으로 미모 주변을 맴돌며 소문을 퍼뜨리고 복수를 계획한다.                           |               |                 |
| 6 | "김모미"      | 2023년 8월 18일 |
| 교도소에 수감된 모미(나나)는 절대권력자 안은숙(이수미)과 갈등을 빚으며 험난한 감옥 생활을 견뎌낸다. 모미는 독실한 기독교인으로 위장하며 안은숙과 친해진다. 김경자가 교도소 봉사자로 나타나 모미에게 복수를 예고하고 미모를 납치한다. 모미는 딸을 구하기 위해 안은숙의 신장 이식 수술을 핑계로 병원에서 교도관을 기절시키고 탈옥을 감행한다.                                                                   |               |                 |
| 7 | "모미와 미모" | 2023년 8월 18일 |
| 탈옥한 모미(고현정)는 김경자의 집으로 향한다. 김경자는 미모를 지하실에 가두고 연탄가스로 죽이려 하지만, 모미의 어머니 신영희와 김예춘이 먼저 도착한다. 김경자가 가위로 신영희를 살해하자 모미와 김경자가 지하실에서 최후의 대결을 벌인다. 집 밖으로 나온 김경자가 총을 미모에게 겨누자 경찰이 김경자를 사살하고, 모미도 총상으로 사망한다. 성인이 된 미모는 어린 시절 어머니의 영상을 발견하며 미소를 짓는다. |               |                 |

## 반응

### 평가
《씨네21》의 김소희는 마스크라는 소재를 통해 "매개가 곧 본질이 된 사회의 무표정함"을 드러낸 작품 [비평] 이미지 시대의 복화술, '마스크걸'이라고 분석했다. 또한 "1화에서 전형적인 오피스물처럼 보였던 드라마는 회를 거듭함에 따라 범죄 스릴러, 수사물, 로드무비, 성장물, 멜로드라마를 넘나드는 장르의 스펙트럼을 보여준다"며 장르적 완성도를 인정했다.

## 수상 목록
- 2024년 제60회 백상예술대상 TV 부문 남자조연상 (안재홍)